# Monti Jiuling
I monti Jiuling (cinese: 九岭山; pinyin: Jiuling Shan; romanizzazione Wade-Giles: Chiu-ling Shan) sono una catena montuosa situata nella parte settentrionale della provincia del Jiangxi, in Cina. Si allungano in direzione sud-ovest/nord-est dalla zona a est di Changsha nella provincia dello Hunan alla valle del fiume Xiu a ovest del lago Poyang, su una distanza di circa 250 km. Sono situati a sud dei monti Mufu, che corrono paralleli a essi, dai quali sono separati dalla valle del fiume Xiu. Diversamente dai monti Mufu, che formano una catena continua, i monti Jiuling sono una formazione molto più complessa, essendo formati da due o tre crinali paralleli con un identico orientamento sud-ovest/nord-est. La maggior parte della catena misura circa 1000 m di quota, ma alcune cime nella parte centrale raggiungono i 1300–1400 m, e i monti Wumei e Gaoshan svettano al di sopra dei 1600 m. Il terreno montuoso è estremamente impervio e ricoperto di fitte foreste. L'area è scarsamente popolata e produce prevalentemente legname e prodotti forestali, sebbene vi sia anche una certa produzione di tè.